# Hassan Israilow
Hassan Israilow (tschetschenisch Исраил КӀант Хьасан/Israil Kʼant Hasan (Israils Sohn Hasan), russisch Хасан Исраилов, auch Hassan Terlojew; * 1903 oder 1907 oder 1910 im Aul Nikaroj bei Naschhoj, Rajon Galantschosch (Südwest-Tschetschenien); † 15. Dezember 1944) war ein tschetschenischer Dichter, Journalist, Jurist, KP-Funktionär und Anführer eines Guerilla-Aufstandes 1940–44 gegen die sowjetische Herrschaft, Gründer der sog. Besonderen Partei Kaukasischer Brüder. Israilow führte einen Aufstand gegen die Sowjetunion mit dem Ziel, einen unabhängigen tschetschenischen Nationalstaat, oder aber einen übernationalen kaukasischen Staat zu errichten. Ob Israilow als Kollaborateur der Wehrmacht zu werten ist, wird kontrovers, manchmal politisch aufgeladen diskutiert. Aufgrund der wenigen direkten Kontakte beider Seiten im kurzen Zeitraum von August bis Dezember 1942, bei denen Israilow aber wohl wenig Distanz hielt, ist diese Frage über längere Zeiten des Aufstandes, in denen keine Möglichkeit zur Kollaboration existierte, von geringer praktischer Relevanz.

## Leben

### Frühes Leben
Israilow wurde 1903 oder 1907 oder 1910 im Dorf Nikaroj geboren. In seiner Familie war er wohl der Jüngste von sechs Söhnen. Nach Besuch der Korangrundschule und nach einer Angabe vielleicht einer sowjetischen Schule soll er 1925–27 während der ersten Alphabetisierungen als Lehrer in seinem Dorf gearbeitet haben, sich aber nach dem Raub von Vieh der Familie in eine eskalierende Fehde ziehen lassen, was ihm später Intrigen einbrachte, weil auch seine Feinde Karriere in der KP machten. Israilow wurde 1925, 1927, 1931, 1935 und 1939 verhaftet, 1931 und 1935 auch verurteilt, aber wieder rehabilitiert. Während sein Freund Avtorkhanov und Heft 4 der „Tagebücher“ nur politische Anklagen beschreiben, gibt Heft 1 nur für die Verhaftung 1931 den allein politischen Grund von Protesten und Widerstand gegen die Kollektivierung an, in den anderen sollen hinter den formalen Anklagen persönliche Intrigen, 1939 auch eigene Verstöße gegen das Strafrecht gestanden haben. In den Jahren 1927–30 besuchte Israilow die Mittelschule und juristische Studien in Rostow am Don und trat um 1929 der Kommunistischen Partei bei, zuvor war er Mitglied des Komsomol gewesen. Danach widmete sich Israilow hauptsächlich der Literatur, arbeitete bis 1931 aber auch als Volksrichter für zwei Stadtbezirke von Grosny. Später wurde er Korrespondent der Moskauer Bauernzeitung und behandelte in Artikeln die Plünderung des tschetschenischen Volkes durch sowjetische Politiker. Im Frühling 1931 wurde Israilow wegen „konterrevolutionärer Verleumdung“ und „Kontakt zu Banden“ zu 10 Jahren Gefängnis verurteilt, 1933 wurde er freigelassen, rehabilitiert und durfte wieder der Partei beitreten. Danach studierte er an der Kommunistischen Universität für die Arbeiter des Ostens in Moskau, wo er Kontakt zu einigen jungen tschetschenischen Intellektuellen und Funktionären, darunter seinem engsten Vertrauten Avtorkhanov bekam. In dieser Zeit wurden zwei seiner Bücher veröffentlicht, die er im Gefängnis geschrieben hatte. In Moskau soll Israilow einen Antrag an die sowjetische Regierung mit der These gerichtet haben, dass eine Fortsetzung der gegenwärtigen Politik zu einem Volksaufstand führen würde. Aus diesem Grund soll er die Absetzung des Generalsekretärs des tschetschenisch-inguschetischen Kommunistischen Partei und des regionalen Volkskommissars für innere Angelegenheiten (NKWD) gefordert haben. Als Folge wird Israilow, zusammen mit seinen Mitstreiter, zu fünf Jahren Arbeitslager verurteilt. Das „Tagebuch“ Heft 1 stellt die Verhaftung dagegen als Ergebnis eines Konflikts mit dem stellvertretenden Parteisekretär Chasi Wachajew dar. 1937 wurde er rehabilitiert und kehrte aus Sibirien zurück. Heft 1 der „Tagebücher“ behauptet, dass er danach KP-Sekretär seines Heimatrajons Galantschosch war, von diesem Posten aber wegen Gesetzesüberschreitungen abgesetzt, als Journalist und Anwalt in Grosny arbeitete.

### Aufstand
Parallel zum Winterkrieg, der militärische Schwächen der Sowjetunion erkennen ließ, verstärkte sich die Unruhe in Diskussionsrunden in Israilows Umfeld und Israilow ging auf Werbetour für einen Aufstand durch die Dörfer des Berglandes. Über den Beginn des Aufstandes werden verschiedene Zeitpunkte zwischen Januar 1940 und Januar 1941 angegeben. Während des Zweiten Weltkrieges unterhielten die tschetschenischen Rebellen Kontakte zur Wehrmacht. Zwischen dem 25. August und 10. Dezember 1942 wurde das Unternehmen Schamil durchgeführt, bei der Angehörige der Spezialeinheit „Brandenburg“ eine Kommandoaktion hinter der Frontlinie gegen die Sowjetmacht durchführte. Dabei erklärten sich zwei der tschetschenischen Widerstandsgruppen bereit, mit den Deutschen gegen die Rote Armee zu kämpfen. Allerdings scheiterte dies an der mangelhaften Organisation des notwendigen Waffennachschubs durch die zuständigen Dienststellen der Wehrmacht, die über den Einsatz nicht informiert waren. Nachdem die Wehrmacht nicht nach Tschetschenien vordringen konnte, wurde der Aufstand nach anfänglichen Erfolgen niedergeschlagen. Israilow selbst wurde am 15. Dezember 1944 von feindlichen Tschetschenen getötet und der Leichnam am 29. Dezember dem NKWD übergeben.
Traditionell wird davon ausgegangen, dass der Aufstand Israilows die Ursache der vollständigen Deportation der Tschetschenen und Inguschen nach Kasachstan und Mittelasien durch NKWD-Einheiten war, bei der hunderttausende Menschen deportiert wurden und einige zehntausend umkamen.

## Historische und öffentliche Einschätzung

### Kontroverse Beurteilung
In Literatur sowjetischer Zeit wurde die tschetschenisch-nationalistische, separatistische Aufstandsbewegung Israilows nicht thematisiert, weil ihre Erforschung dem offiziellen Ziel der Völkerfreundschaft entgegenstand, eine Linie, die in den letzten Jahren in Russland unter Präsident Wladimir Putin wieder zu beobachten ist. In der westlichen Geschichtswissenschaft dominierte bis in die 1990er Jahre ein Bild von Israilow, das auf seinen engsten Vertrauten, den Historiker Abdurakhman Avtorkhanov (1908–1997) zurückgeht, welchem es gelang, über die Frontlinie zu entkommen und der in der Zeit des Kalten Krieges als anerkannter Historiker für kaukasische und russische Geschichte in München lebte. Avtorkhanov leugnet nicht, dass es während des Unternehmens Schamil zu Kontakten mit der Wehrmacht kam, die dann aber bald einschliefen, und schildert den Israilow-Aufstand als primär antistalinistisch und tschetschenisch-nationalistisch motiviert. Als Hauptargument dient ihm, dass der Aufstand schon im Winter 1940/41 begann, als der deutsche Überfall auf die Sowjetunion noch nicht abzusehen war. Diese Perspektive übernahmen einige Historiker ab den 1990er Jahren.
In der tschetschenischen und russischen Öffentlichkeit und Geschichtswissenschaft begann die Auseinandersetzung mit Israilow in der Zerfallszeit der Sowjetunion, wobei sich sehr gegensätzliche Wertungen bildeten. In der tschetschenischen und inguschischen Öffentlichkeit wird oft herausgestellt, dass der Israilow-Aufstand keine große Bewegung war (max. 5000 Bewaffnete, aber immer nur einige hundert gleichzeitig aktiv, bei damals über 600.000 Tschetschenen und Inguschen) und betont – um die Unrechtmäßigkeit der folgenden Deportation aller Tschetschenen und Inguschen nach Zentralasien herauszustellen – dass wesentlich mehr Tschetschenen und Inguschen in der Roten Armee dienten, als unter den Aufständischen. In der tschetschenischen und inguschischen Öffentlichkeit wurde Israilow nie zum Nationalhelden. „Im Pantheon der tschetschenischen Erinnerungskultur ist er noch immer weit weniger präsent als etwa Imam Mansur, Bajsungur oder Zelimchan. Über ihn sind keine Epen verfasst worden und er wird in keinen Volksliedern besungen.“ Eine Strömung tschetschenischer Historiker verweist auf innere Widersprüche in den vom NKWD erbeuteten „Tagebüchern“ Israilows und beurteilt diese als „Kompromat“, das heißt „kompromittierendes Material“ des NKWD oder hält Israilow sogar für einen Agenten des NKWD, der den Vorwand für die Deportation liefern sollte. In der russischen Öffentlichkeit ist Israilow teilweise unbekannt, oder man übernimmt die Einschätzung, dass sein Aufstand nicht bedeutend war. Parallel zu den Tschetschenienkriegen bildete sich eine dritte konservativ-russische extreme Deutung „zwar eher dem populärwissenschaftlichen Genre zuzuordnen, erfreut sich aber gegenwärtig der größten Verbreitung…“, nach der Israilow ein überzeugter NS-Kollaborateur war, was mit einigen Passagen aus den „Tagebüchern“ begründet wird. Sie ordnen den Israilow-Aufstand in eine lange Tradition tschetschenischer Aufstände gegen Russland ein. „Entsprechend verhehlen diese Autoren auch kaum ihre Sympathien für Stalins Entscheid, diese Völker zu deportieren, und zeigen ebensolches Verständnis für die massiven Militärinterventionen Russlands in den 1990er und 2000er Jahren.“

### Die „Tagebücher“
Um den Fragen näher zu kommen, ob der Israilow-Aufstand eine wenig bedeutende Bewegung war und ob Israilow primär antistalinistisch und tschetschenisch-national motiviert war, ein Zuarbeiter des NKWD oder ein bereitwilliger NS-Kollaborateur, hat der Züricher Osteuropa-Historiker Jeronim Perović versucht, die Tagebücher Israilows noch einmal zu betrachten. Diese „Tagebücher“, eigentlich eher nachträglich verfasste Lebensbeschreibungen in fünf Heften mit insgesamt 680 Seiten, sollen im August 1943 von einer NKWD-Einheit der Georgischen SSR unter Grigori Karanadse erbeutet worden sein. Leider sind die Original-Tagebücher verschwunden, Perović vermutet, dass sie beim Brand des georgischen KGB-Archivs in Tiflis mit allen anderen Akten zu Israilow im Bürgerkrieg zwischen Swiad Gamsachurdia und seinen Gegnern (1991/92) vernichtet wurden, weshalb endgültige Untersuchungen ihrer Authentizität durch Handschriftenvergleich u. ä. Methoden heute nicht mehr möglich sind. Perović konnte aber einen ausführlichen Bericht Karanadses an Lawrenti Beria vom September 1943 in Moskau auswerten, der auch Abschriften großer Teile der Tagebuch-Hefte 1, 2 und 4 mit Kommentaren Karanadses enthält. Diese Akten wurden vor 2009 aus dem Russischen Staatsarchiv entfernt. Perović hält es für unwahrscheinlich, dass es sich bei den sehr ausführlichen Tagebüchern mit genauer Kenntnis tschetschenischer Verhältnisse und Persönlichkeiten um Fälschungen des NKWD handelt, weil sie offenbar in kurzer Zeit entstanden (falls nicht länger daran gearbeitet wurde) und besonders, weil Karanadse vielen Angaben der Tagebücher widerspricht, endgültige Klärung ist aber nicht möglich.
In diesen Tagebüchern werden die Rolle und die Ziele Israilows widersprüchlich geschildert. In den Heften 2 und 4 wird Israilow als schon immer antisowjetisch eingestellte Persönlichkeit hingestellt, der die Karriere im sowjetischen Staatsapparat einging, um Widerständler im Kampf gegen das Sowjetregime zu sammeln. Der Aufstand wird als straff organisierte, große Bewegung unter Israilow als unumstrittenen Führer beschrieben, was Karanadse als weit übertrieben charakterisiert. Auch finden sich Anklänge an die Rassentheorie und der offizielle Familienname Israilow (gebildet aus dem Vatersnamen) wird oft durch den Familiennamen Terlojew (aus dem Namen seines Taip, seines Clans der Terloj) ersetzt. Sollten diese Hefte wirklich von Israilow stammen, war er gerade dabei, sich der Wehrmacht als politisch und militärisch potenter Verbündeter zu empfehlen, sich also zum Kollaborateur zu entwickeln. Dass es nicht zu einer dauerhaften Kollaboration kam, hängt vielleicht eher mit deutschen Einschätzungen und den militärischen Verhältnissen zusammen. Ein Überlebender des Aufstands berichtete, dass die hinter der Front aktive Sondereinheit des „Unternehmens Schamil“ an 300 Kämpfer Waffen verteilte, woraufhin diese entgegen dem Willen Israilows mit den neuen Waffen nach Hause gingen. Eigenmächtiges Verhalten war unter nordkaukasischen Kämpfern häufig, zeigte aber den Deutschen, dass es mit der straffen Führung Israilows nicht weit her sein konnte. In einem Bericht schreibt der Befehlshaber des Unternehmens, Reinhard Lange, im tschetschenischen Hochland seien sechs kleinere „Banden“ aktiv, „…die in erster Linie aufgrund ihrer Viehräuberei in Gegensatz zur herrschenden Regierung geraten sind. Sie genießen deshalb in der Bevölkerung ein geringes Ansehen…“ Davon unterscheidet er zwei größere Bewegungen von „politisch Verfemten“, deren Anführer er gegensätzlich beurteilt. Israilow als Anführer des größeren Aufstandes beurteilt er negativ („Schwätzer…“, der „…seinen Anhang mit Brutalität zusammengetrieben…“), den des kleineren Aufstandes Majrbek Scheripow dagegen positiv (der „intelligenteste Führer“). Auch jenseits solcher Vorbehalte war eine dauerhafte Kollaboration kaum möglich, weil die Wehrmacht nur kurzzeitig den äußersten Nordwesten Tschetscheno-Inguschetiens im Flachland erreichte, die rebellischen Guerillagruppen aber alle im Schutz des zerklüfteten Hochgebirges im Süden aktiv waren.
Ganz anders wird Israilows Werdegang und seine Motivation im Heft 1 der „Tagebücher“ beschrieben. Hier wird seine Karriere geschildert, in der er immer wieder abstürzte, zeitweilig inhaftiert war, aber auch mehrfach begnadigt und rehabilitiert (angeblich auch durch Bestechung), zunehmend isoliert war. Ursachen der biographischen Brüche waren Verstrickungen in (in der tschetschenischen Gesellschaft früher häufige) Viehraub-Fehden, Blutfehden und Intrigen, 1930/31 soll er an einen kleineren Aufstand gegen die Zwangskollektivierung der Landwirtschaft beteiligt gewesen sein, wofür er bis 1933 inhaftiert war. In Tschetscheno-Inguschetien, wie auch in Karatschai-Tscherkessien und Kabardino-Balkarien waren die Widerstände gegen die Kollektivierung so breit und militant, dass sie besonders in den Berggebieten vorübergehend abgebrochen wurde. Nunmehr verborgen oppositionell eingestellt, soll er erneut über Intrigen und Fehden gestürzt sein, geriet dann aber zunehmend durch eigene Verfehlungen, die er offen eingesteht („Sünden“-v. a. Schlägereien unter Alkohol), mit dem Gesetz in Konflikt. Perović deutet Heft 1 eher als „persönliches Zeugnis“, das er eventuell während des Aufstands „im Wissen, dass jeder Tag sein letzter sein könnte…“ verfasste, weshalb er „relativ offen über sein Leben berichtet“, wobei „dieses Tagebuch Züge eines Testaments… eine Art Schuldbekenntnis“ bilden könnte. Es bleiben aber Ungereimtheiten, die weiter Fragen zur Echtheit der Hefte aufwerfen-wie es Vertreter der „Kompromat“-Deutung taten: Widersprüche zwischen den Lebensläufen in Heft 1 und Heft 2/4, zwischen den angegebenen Ausbrüchen des Israilow-Aufstandes (in Heft 2/4 im Januar/Februar 1940, im Heft 1 plötzlich nach dem deutschen Überfall im Juli 1941), einige Angaben, die sich wohl durch einen Hang, die eigene Bedeutung zu übertreiben, erklären lassen. Auch wird behauptet, in Tschetscheno-Inguschetien hätten sich Mitte der 30er Jahre zwei versteckt oppositionelle Gruppen bedeutender Funktionäre, Künstler, Intellektueller gegenüber gestanden, eine unter Israilow und Avtorkhanov, die andere unter dem stellvertretenden Parteisekretär der Republik, Chasi Wachajew, die nur deshalb nicht kooperierten, weil Israilow und Wachajew, beide aus dem Terloj-Clan, in Blutsfehde zueinander standen, die mehrere hochrangige KP-Kommissionen nicht beilegen konnten. Avtorkhanov berichtet von dieser Feindschaft in seinen Memoiren nichts, der Wachajew als sympathischen Freund mit Sinn für Humor darstellt und nicht einmal erwähnt, dass er heimlich oppositionell gesinnt war.
Konsens bleibt aber, dass der Israilow-Aufstand nicht sehr groß war, Avtorkhanov schätzt bis zu 5000 Kämpfer, aber nur zur Minderheit aktiv, und bis zu 25.000 Unterstützer, meist Verwandte. In den Tagebüchern ist einmal von 5000, einmal von 25.000 Beteiligten die Rede, was Karanadse in beiden Fällen als übertrieben wertet. Der Bericht des Unternehmens Schamil schätzt sogar nur 900 aktive Bewaffnete in sieben bewaffneten Gruppen zusammen. Perović hält es deshalb für möglich, dass nicht allein die begrenzten Aufstände und Kollaborationen die Ursache waren, dass Stalin einige nordkaukasische Ethnien (Karatschaier, Balkaren, Inguschen, Tschetschenen) als kollektiv antisowjetisch einordnete und zur staatsterroristischen Methode der vollständigen Deportation griff, sondern wohl schon die Probleme bei der Kollektivierung und ebensolche bei der Rekrutierung nach dem deutschen Überfall. Der Generalmobilmachung kam (wie so oft) nur ein Teil der Nordkaukasier nach, was nicht immer als Sympathie für die Wehrmacht zu werten ist. Man weiß, dass aufwändige Strafexpeditionen ins Hochgebirge selten sind. Daraufhin wurden Nordkaukasier im August 1942 von der Wehrpflicht befreit und nur noch freiwillig rekrutiert. Während Nordossetien und Dagestan gute Freiwilligen-Quoten erreichten, hatten die drei Republiken, die schon bei der Kollektivierung Probleme hatten, auch hier zu niedrige Quoten, weshalb Tschetscheno-Inguschetien zur erzwungenen Rekrutierung von „Freiwilligen“ überging, die teilweise wieder desertierten. Über die Kollektivierung, Rekrutierung und die Aufstände könnte sich eine Spirale des Misstrauens zwischen dem Kreml und (vielen Angehörigen von einigen) nordkaukasischen Ethnien gebildet haben, deren Ende die Deportationen mit hohen Opferzahlen waren.